# Växel (maskinteknik)
För andra betydelser, se Växel.

Två roterande kugghjul. Det mindre kugghjulet roterar med högre vinkelhastighet.

En växel är en anordning för kraftöverföring som ändrar rotationshastighet, vridmoment och/eller rotationsriktning från en roterande axel till en annan. Vinkeln mellan axlarna kan ändras med vinkelväxel. Vanliga konstruktioner är gjorda med hjälp av kugghjul, en kombination av kugghjul och kedjor (till exempel på cyklar med öppna växlar), eller drivremmar och remskivor. Ett specialfall av växling är övergång mellan rotation och linjär rörelse med en kuggstång. Växling mellan stor rörelse och liten kraft och vice versa sker i hävstångskonstruktioner, .
Den enklaste växeln består av två kugghjul som griper in i varandra.
Om kugghjulen har kuggantalen k1 och k2, axlarna har hastigheterna n1 och n2 samt vridmomenten m1 och m2 gäller, om man bortser från förluster:
n2 = -n1 * (k1 / k2)
m2 = -m1 * (k2 / k1)
Den utgående axelns rörelse blir alltså motriktad den ingående för en sådan växel.
Nedväxling innebär att den utgående axeln har lägre hastighet men högre vridmoment än den ingående, uppväxling tvärtom.
Hög utväxling innebär att skillnaden i varvtal mellan in- och utgående axel är stor, oavsett om det handlar om upp- eller nedväxling. Oftast görs ett kuggväxelsteg i max förhållande 3,5:1. Högre förhållanden är mindre gynnsamma ur geometrisk-mekanisk synpunkt, och kan istället åstadkommas med seriekopplade växlar. 
Snäckväxeln är en anordning för nedväxling med hög utväxling, upp till omkring 100:1. Där överförs rörelsen från en skruv till ett kugghjul. Den utgående axeln är vinklad i rät vinkel mot den ingående. Snäckväxlar är ofta självhämmande.
Vinkelväxel är en snedskuren växel där kugghjulen har en vinkel mot varandra kuggarna förutom normal avrullning även glider mot varandra. De kallas hypoidväxel om kugghjulens axlar inte skär varandra och kuggarna har formen av en hyperboloid. Exempel är en bakaxelväxel på en personbil där pinjongen (lilla kugghjulet) ligger lägre än kronhjulet (det stora kugghjulet). På en terrängbil kan pinjongen ligga över kronhjulets centrumlinje för att skapa en högre markfrigång för kardanaxeln. Hypoidkuggväxeln kräver en speciell bakaxelolja på grund av det extrema kuggtryck, och den glidande rörelsen vid kuggarnas ingrepp i varandra. Hypoidoljan betecknas EP efter engelskan Extreme Pressure.
Differentialväxeln har till uppgift att fördela moment till mer än en utgående axel så att de kan rotera med olika hastighet samtidigt som den totala effekten överförs optimalt. Denna är nödvändig i fordon med drift på minst två hjul för att kunna svänga utan problem. 
En enhet innehållande en enkel växel kallas växelhus, medan när den rymmer flera växlar som kan skiftas, kallas den växellåda.

## Olika typer av mekaniska växlar
- Kugghjulsväxel
- Vinkelväxel/konisk växel
- Hypoidväxel
- Differentialväxel
- Planetväxel
- Snäckväxel/skruvhjulsväxel
- Kedjeväxel
- Remväxel, flatrem, kilrem eller tandad rem (kuggrem).

## Hydrauliska växlar
Till typen av växlar inom maskintekniken hänförs också hydrauliska växlar s.k. hydrostatiska växlar där en hydraulpump överför hydraulisk energi till en hydraulmotor. I detta fall beräknas utväxlingen eller den s.k. hydrostatiska utväxlingen som kvoten mellan pumpens och motorns deplacement. Hydrauliska växlar har den fördelen att utväxlingen på ett enkelt sätt kan regleras steglöst under drift men med den nackdelen att förlusteffekten är betydligt större än för den mekaniska växeln. En "automatväxellåda" för ett fordon tillhör gruppen hydrodynamiska växlar som kombineras med en flerstegad kuggväxellåda till en växelenhet.